# Woodbridge (Connecticut)
Woodbridge ist eine Stadt im New Haven County im US-Bundesstaat Connecticut, Vereinigte Staaten. Das U.S. Census Bureau ermittelte bei der Volkszählung 2020 eine Einwohnerzahl von 9087.
Die geographischen Koordinaten sind: 41,35° Nord, 73,01° West. Das Stadtgebiet hat eine Größe von 49,8 km².

## Persönlichkeiten
- Charles Edward Clark (1889–1963), Jurist und Politiker
- Jonathan Mostow (* 1961), Regisseur, Produzent und Drehbuchautor